# Gloeoporus phlebophorus
Gloeoporus phlebophorus är en svampart som först beskrevs av Miles Joseph Berkeley, och fick sitt nu gällande namn av Gordon Herriot Cunningham 1965. Gloeoporus phlebophorus ingår i släktet Gloeoporus och familjen Meruliaceae.   Inga underarter finns listade i Catalogue of Life.